# Vaccinium korinchense
Vaccinium korinchense är en ljungväxtart som beskrevs av Ridley. Vaccinium korinchense ingår i Blåbärssläktet, och familjen ljungväxter. Utöver nominatformen finns också underarten V. k. losirense.